# Nat-Hlaung-Kyaung-Tempel

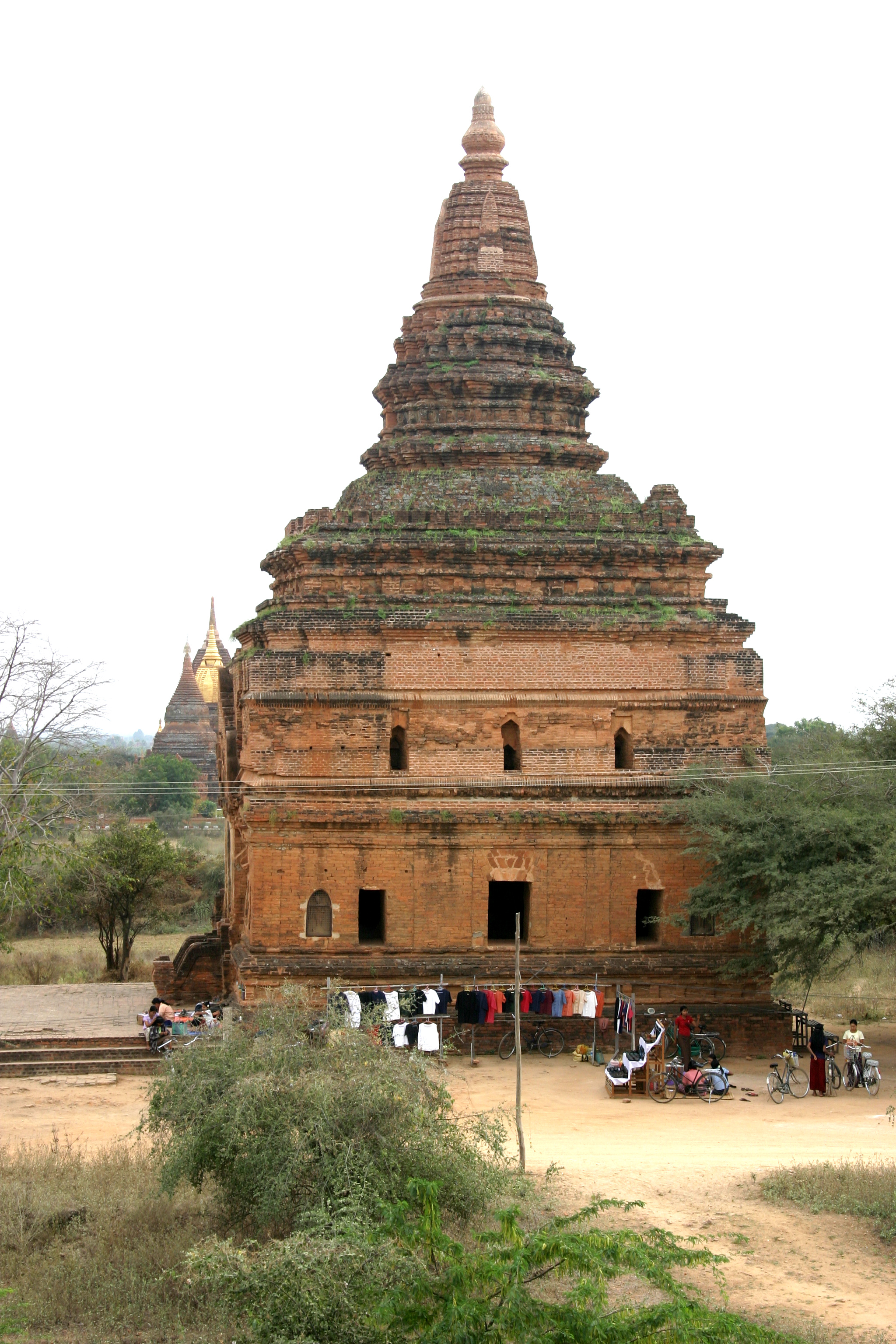
Nat Hlaung Kyaung-Pagode

Der Nat Hlaung Kyaung-Tempel (birmanisch နတ်လှောင်ကျောင်း; sprich: [naʔl̥àʊɴ tɕáʊn], auch Nathlakyaung) ist der einzige hinduistische Tempel in Bagan, Myanmar. Er steht nahe beim Thatbinnyu-Tempel.

## Geschichte
Er wurde 931 unter König Taungthugyi erbaut.

## Beschreibung
Von dem Tempel steht nur noch die zentrale Halle, der ursprünglich ringsum vorhandene Wandelgang ist komplett verschwunden. An dem Pfeiler in der Hallenmitte finden sich leider nur mangelhaft rekonstruierte Bildnisse des Gottes Vishnu, dem der Tempel wohl geweiht war. In den Nischen der Außenwände befanden sich Bildnisse der zehn Avatare Vishnus, darunter auch eine Statue des Buddha Gautama.